# Rubén Martínez Caballero
Rubén Martínez Caballero (Paterna, 4 maart 1977) is een Spaans voetbaltrainer en voormalig voetballer. 

## Loopbaan als speler
Martínez groeide op in Barcelona en begon als clubvoetballer bij Alzamora CF. Na twee seizoenen bij CE Sant Gabriel kwam Martínez in 1993 bij de juveniles van FC Barcelona. Vervolgens speelde hij voor het derde en tweede elftal en in augustus 1997 was Martínez door blessures van Vítor Baía en Carles Busquets reservedoelman voor Ruud Hesp in de competitiewedstrijd tegen Real Sociedad. Na zijn vertrek bij FC Barcelona speelde Martínez bij Cultural Leonesa (1998-2000), Zamora CF (2000-2001), Novelda CF (2001-2003), Hércules CF (2003-2005) en CF Badalona (2005-2010). 

## Loopbaan als trainer
In 2010 werd Martínez aangesteld als keeperstrainer van de Juvenil A van FC Barcelona.